# 김홍국
김홍국(金弘國, 1957년 6월 27일~)는 하림그룹을 창업한 대한민국의 기업인이다.

## 경력
- 1986~1990 : 하림식품 대표이사
- 1990~: 주식회사 하림 대표이사
- 2001~: 하림그룹 대표이사 회장
- 2005 : 남북농업협력추진협의회 정책위원
- 2006~2016. 3. 생명사랑하림재단 이사장
- 2008 : 국가경쟁력강화위원회 위원
- 2016. 3.~ 하림재단 이사장
- 2018. 7.~ 하림지주 대표이사 회장
- 2019. 12.~ 안민정책포럼 고문

## 학력
- 망성초등학교
- 강경중학교
- 이리농림고등학교
- 호원대학교 경영학 학사(1994학번)
- 전북대학교 경영대학원 경영학 석사
- 원광대학교 경제학 명예박사
- 전북대학교 대학원 경영학 박사과정 수료